# Monté-SM
Monté-SM är ett montélopp för svenskfödda varmblod som rids på Åbytravet i Mölndal varje år i mitten av oktober. Det går av stapeln under SM-dagen, det vill säga under samma tävlingsdag som bland annat Sto-SM och Svenskt mästerskap. Loppet rids över 2 140 meter med autostart. Förstapris är 250 000 kronor.
Första upplagan av Monté-SM reds 2008. Premiärupplagan vanns av Davidov, riden av Linda Höijer. I oktober 2017 blev loppet det första montélopp som körts inom ramen för V75-spelet i Sverige.

## Vinnare
| År   | Häst               | Ryttare           | Tränare            | Odds  | Tid    |
| ---- | ------------------ | ----------------- | ------------------ | ----- | ------ |
| 2021 | Mindyourvalue W.F. | Éric Raffin       | Robert Bergh       | 1,62  | 1.11,8 |
| 2020 | Galactica          | Anna Erixon       | Malin Bergström    | 4,88  | 1.12,3 |
| 2019 | Bonnies Celebrity  | Tova Bengtsson    | Peter Untersteiner | 24,88 | 1.13,4 |
| 2018 | Order To Fly       | Jenni H. Åsberg   | Per Lennartsson    | 3,02  | 1.13,3 |
| 2017 | Candor Hall        | Sofia Adolfsson   | Björn Goop         | 1,60  | 1.13,0 |
| 2016 | Brasil Boko        | Jenny Brunzell    | Veijo Heiskanen    | 2,67  | 1.13,4 |
| 2015 | Rock Me            | Josefine Ivehag   | Mimmi Elfstrand    | 14,19 | 1.12,8 |
| 2014 | Ypsilon Boko       | Josefine Ivehag   | Marcus Savin       | 3,10  | 1.14,3 |
| 2013 | Ypsilon Boko       | Peter Jarvén      | Marcus Savin       | 7,11  | 1.14,4 |
| 2012 | Hot Tub            | Linda S. Hedström | Marcus Öhman       | 4,41  | 1.13,8 |
| 2011 | Hot Tub            | Åsa Svensson      | Marcus Öhman       | 1,65  | 1.13,1 |
| 2010 | Lanxess Palema     | Linda S. Hedström | Anders Hultgren    | 14,06 | 1.14,7 |
| 2009 | Sixten Palema      | Åsa Svensson      | Anders Hultgren    | 21,89 | 1.14,4 |
| 2008 | Davidov            | Linda Höijer      | Ulf Eriksson       | 6,72  | 1.14,6 |